# Costinha
Francisco José Rodrigues da Costa, meglio noto Costinha OIH (Lisbona, 1º dicembre 1974), è un allenatore di calcio, dirigente sportivo ed ex calciatore portoghese, di ruolo centrocampista.

## Carriera

### Giocatore

#### Club
Dopo alcuni anni passati in formazioni minori portoghesi, inizia a giocare nelle serie superiori nel 1997, quando viene acquistato dal Monaco.
Rimane nel principato per 4 anni conquistando un campionato francese nel 2000 e due supercoppe di Francia.
Gli anni migliori della sua carriera però li vive al Porto sotto la guida di José Mourinho, con cui ha conquistato la Champions League nella stagione 2003-2004 mettendo a segno anche una rete nella sfida di ritorno degli ottavi di finale contro il Manchester United, la Coppa UEFA nel 2003 battendo in finale il Celtic, due campionati del Portogallo e la Coppa Intercontinentale battendo i colombiani dell'Once Caldas a Yokohama.
Dopo i trionfi col Porto, nella stagione 2005-2006 si trasferisce alla Dinamo Mosca assieme ai compagni Maniche e Geōrgios Seïtaridīs.
L'esperienza russa dura fino a giugno del 2006, quando fa ritorno in terra iberica, ma questa volta in Spagna nell'Atletico Madrid, restando nella seconda squadra della capitale spagnola per una stagione.
Nell'agosto 2007 si trasferisce all'Atalanta a parametro zero, sottoscrivendo un contratto triennale. Il 2 settembre 2007 debutta nel campionato italiano giocando i primi 54 minuti dell'incontro Atalanta-Parma 2-0. Questa resterà tuttavia l'unica presenza del giocatore per le successive tre stagioni, a causa di alcuni dissidi con il direttore sportivo Carlo Osti e Cesare Giacobazzi: questi avevano anche rifiutato di cederlo all'Inter dell'amico José Mourinho in cambio di Olivier Dacourt perché secondo lui "probabilmente avrebbero perso la faccia".
Il 23 febbraio 2010, a pochi mesi dalla scadenza, si giunge alla rescissione consensuale del contratto che lo lega al club orobico; nel messaggio inviato ai giornalisti, la Dea rinuncia alle classiche parole di rito e si limita a scrivere: "Risoluzione consensuale per Costinha. Ciao". Quest'esperienza segnò anche la fine della carriera calcistica di Costinha, che già tre giorni dopo la rescissione aveva intrapreso una nuova carriera.

#### Nazionale
Con la nazionale portoghese, ha fatto registrare 53 presenze con 2 reti e ha partecipato a Euro 2000 (dove, appena alla quarta presenza, ha segnato la sua prima rete in nazionale decidendo la sfida contro la Romania), a Euro 2004 e alla Coppa del mondo 2006 in Germania, venendo eliminato soltanto in semifinale per mano della Francia.

### Direttore sportivo
Il 26 febbraio 2010, dopo tre giorni dalla rescissione con l'Atalanta, lascia il calcio giocato per diventare il nuovo direttore sportivo dello Sporting Lisbona. Il 22 dicembre dello stesso anno viene sostituito da José Couceiro.
Il 14 giugno 2011 diventa il nuovo direttore sportivo del Servette, ma anche in questo caso l'esperienza dura poco: a causa degli scarsi risultati, viene esonerato - insieme all'allenatore João Carlos Pereira, da lui fortemente voluto - il 25 aprile del 2012

### Allenatore
Nel febbraio 2013 viene ingaggiato dal Beira-Mar. La stagione si conclude con la retrocessione del Beira-Mar in Segunda Liga.
Il 12 giugno 2013 viene ufficializzato il suo ingaggio alla guida del Paços de Ferreira, militante nella Primeira Liga portoghese, firmando un contratto di due anni.

## Statistiche

### Cronologia presenze e reti in nazionale
| Cronologia completa delle presenze e delle reti in nazionale ― Portogallo | Cronologia completa delle presenze e delle reti in nazionale ― Portogallo | Cronologia completa delle presenze e delle reti in nazionale ― Portogallo | Cronologia completa delle presenze e delle reti in nazionale ― Portogallo | Cronologia completa delle presenze e delle reti in nazionale ― Portogallo | Cronologia completa delle presenze e delle reti in nazionale ― Portogallo | Cronologia completa delle presenze e delle reti in nazionale ― Portogallo | Cronologia completa delle presenze e delle reti in nazionale ― Portogallo |
| Data                                                                      | Città                                                                     | In casa                                                                   | Risultato                                                                 | Ospiti                                                                    | Competizione                                                              | Reti                                                                      | Note                                                                      |
| ------------------------------------------------------------------------- | ------------------------------------------------------------------------- | ------------------------------------------------------------------------- | ------------------------------------------------------------------------- | ------------------------------------------------------------------------- | ------------------------------------------------------------------------- | ------------------------------------------------------------------------- | ------------------------------------------------------------------------- |
| 14-10-1998                                                                | Bratislava                                                                | Slovacchia                                                                | 0 – 3                                                                     | Portogallo                                                                | Qual. Euro 2000                                                           | -                                                                         | 67’                                                                       |
| 29-3-2000                                                                 | Leiria                                                                    | Portogallo                                                                | 2 – 1                                                                     | Danimarca                                                                 | Amichevole                                                                | -                                                                         | 75’                                                                       |
| 2-6-2000                                                                  | Chaves                                                                    | Portogallo                                                                | 3 – 0                                                                     | Galles                                                                    | Amichevole                                                                | -                                                                         | 58’                                                                       |
| 17-6-2000                                                                 | Arnhem                                                                    | Romania                                                                   | 0 – 1                                                                     | Portogallo                                                                | Euro 2000 - 1º turno                                                      | 1                                                                         | 87’                                                                       |
| 20-6-2000                                                                 | Rotterdam                                                                 | Germania                                                                  | 0 – 3                                                                     | Portogallo                                                                | Euro 2000 - 1º turno                                                      | -                                                                         |                                                                           |
| 24-6-2000                                                                 | Amsterdam                                                                 | Portogallo                                                                | 2 – 0                                                                     | Turchia                                                                   | Euro 2000 - Quarti di finale                                              | -                                                                         | 41’ 46’                                                                   |
| 28-6-2000                                                                 | Bruxelles                                                                 | Francia                                                                   | 2 – 1 gg                                                                  | Portogallo                                                                | Euro 2000 - Semifinale                                                    | -                                                                         |                                                                           |
| 16-8-2000                                                                 | Viseu                                                                     | Portogallo                                                                | 5 – 1                                                                     | Lituania                                                                  | Amichevole                                                                | -                                                                         | 54’                                                                       |
| 3-9-2000                                                                  | Tallinn                                                                   | Estonia                                                                   | 1 – 3                                                                     | Portogallo                                                                | Qual. Mondiali 2002                                                       | -                                                                         | 64’                                                                       |
| 28-3-2001                                                                 | Porto                                                                     | Portogallo                                                                | 2 – 2                                                                     | Paesi Bassi                                                               | Qual. Mondiali 2002                                                       | -                                                                         |                                                                           |
| 7-9-2002                                                                  | Birmingham                                                                | Inghilterra                                                               | 1 – 1                                                                     | Portogallo                                                                | Amichevole                                                                | 1                                                                         | 54’                                                                       |
| 12-10-2002                                                                | Lisbona                                                                   | Portogallo                                                                | 1 – 1                                                                     | Tunisia                                                                   | Amichevole                                                                | -                                                                         | 68’                                                                       |
| 29-3-2003                                                                 | Porto                                                                     | Portogallo                                                                | 2 – 1                                                                     | Brasile                                                                   | Amichevole                                                                | -                                                                         |                                                                           |
| 2-4-2003                                                                  | Losanna                                                                   | Macedonia                                                                 | 0 – 1                                                                     | Portogallo                                                                | Amichevole                                                                | -                                                                         |                                                                           |
| 20-8-2003                                                                 | Chaves                                                                    | Portogallo                                                                | 1 – 0                                                                     | Kazakistan                                                                | Amichevole                                                                | -                                                                         | 46’                                                                       |
| 6-9-2003                                                                  | Guimarães                                                                 | Portogallo                                                                | 0 – 3                                                                     | Spagna                                                                    | Amichevole                                                                | -                                                                         |                                                                           |
| 10-9-2003                                                                 | Oslo                                                                      | Norvegia                                                                  | 0 – 1                                                                     | Portogallo                                                                | Amichevole                                                                | -                                                                         |                                                                           |
| 11-10-2003                                                                | Lisbona                                                                   | Portogallo                                                                | 5 – 3                                                                     | Albania                                                                   | Amichevole                                                                | -                                                                         | 73’                                                                       |
| 15-11-2003                                                                | Aveiro                                                                    | Portogallo                                                                | 1 – 1                                                                     | Grecia                                                                    | Amichevole                                                                | -                                                                         |                                                                           |
| 19-11-2003                                                                | Leiria                                                                    | Portogallo                                                                | 8 – 0                                                                     | Kuwait                                                                    | Amichevole                                                                | -                                                                         |                                                                           |
| 18-2-2004                                                                 | Faro                                                                      | Portogallo                                                                | 1 – 1                                                                     | Inghilterra                                                               | Amichevole                                                                | -                                                                         | 46’                                                                       |
| 31-3-2004                                                                 | Braga                                                                     | Portogallo                                                                | 1 – 2                                                                     | Italia                                                                    | Amichevole                                                                | -                                                                         |                                                                           |
| 29-5-2004                                                                 | Águeda                                                                    | Portogallo                                                                | 3 – 0                                                                     | Lussemburgo                                                               | Amichevole                                                                | -                                                                         | 69’                                                                       |
| 5-6-2004                                                                  | Setúbal                                                                   | Portogallo                                                                | 4 – 1                                                                     | Lituania                                                                  | Amichevole                                                                | -                                                                         | 64’                                                                       |
| 12-6-2004                                                                 | Porto                                                                     | Portogallo                                                                | 1 – 2                                                                     | Grecia                                                                    | Euro 2004 - 1º turno                                                      | -                                                                         | 21’ 66’                                                                   |
| 16-6-2004                                                                 | Lisbona                                                                   | Portogallo                                                                | 2 – 0                                                                     | Russia                                                                    | Euro 2004 - 1º turno                                                      | -                                                                         |                                                                           |
| 20-6-2004                                                                 | Lisbona                                                                   | Spagna                                                                    | 0 – 1                                                                     | Portogallo                                                                | Euro 2004 - 1º turno                                                      | -                                                                         |                                                                           |
| 24-6-2004                                                                 | Lisbona                                                                   | Portogallo                                                                | 2 – 2 dts (6 - 5 dtr)                                                     | Inghilterra                                                               | Euro 2004 - Quarti di finale                                              | -                                                                         | 56’ 63’                                                                   |
| 30-6-2004                                                                 | Lisbona                                                                   | Portogallo                                                                | 2 – 1                                                                     | Paesi Bassi                                                               | Euro 2004 - Semifinale                                                    | -                                                                         |                                                                           |
| 4-7-2004                                                                  | Lisbona                                                                   | Portogallo                                                                | 0 – 1                                                                     | Grecia                                                                    | Euro 2004 - Finale                                                        | -                                                                         | 12’ 60’                                                                   |
| 4-9-2004                                                                  | Riga                                                                      | Lettonia                                                                  | 0 – 2                                                                     | Portogallo                                                                | Qual. Mondiali 2006                                                       | -                                                                         | 12’                                                                       |
| 8-9-2004                                                                  | Leiria                                                                    | Portogallo                                                                | 4 – 0                                                                     | Estonia                                                                   | Qual. Mondiali 2006                                                       | -                                                                         | cap.                                                                      |
| 9-10-2004                                                                 | Vaduz                                                                     | Liechtenstein                                                             | 2 – 2                                                                     | Portogallo                                                                | Qual. Mondiali 2006                                                       | -                                                                         | 46’                                                                       |
| 13-10-2004                                                                | Lisbona                                                                   | Portogallo                                                                | 7 – 1                                                                     | Russia                                                                    | Qual. Mondiali 2006                                                       | -                                                                         |                                                                           |
| 17-11-2004                                                                | Lussemburgo                                                               | Lussemburgo                                                               | 0 – 5                                                                     | Portogallo                                                                | Qual. Mondiali 2006                                                       | -                                                                         | 58’                                                                       |
| 30-3-2005                                                                 | Bratislava                                                                | Slovacchia                                                                | 1 – 1                                                                     | Portogallo                                                                | Qual. Mondiali 2006                                                       | -                                                                         | cap. 89’                                                                  |
| 8-6-2005                                                                  | Tallinn                                                                   | Estonia                                                                   | 0 – 1                                                                     | Portogallo                                                                | Qual. Mondiali 2006                                                       | -                                                                         |                                                                           |
| 3-9-2005                                                                  | Faro                                                                      | Portogallo                                                                | 6 – 0                                                                     | Lussemburgo                                                               | Qual. Mondiali 2006                                                       | -                                                                         |                                                                           |
| 7-9-2005                                                                  | Mosca                                                                     | Russia                                                                    | 0 – 0                                                                     | Portogallo                                                                | Qual. Mondiali 2006                                                       | -                                                                         |                                                                           |
| 12-11-2005                                                                | Coimbra                                                                   | Portogallo                                                                | 2 – 0                                                                     | Croazia                                                                   | Amichevole                                                                | -                                                                         |                                                                           |
| 15-11-2005                                                                | Belfast                                                                   | Irlanda del Nord                                                          | 1 – 1                                                                     | Portogallo                                                                | Amichevole                                                                | -                                                                         | cap.                                                                      |
| 1-3-2006                                                                  | Düsseldorf                                                                | Portogallo                                                                | 3 – 0                                                                     | Arabia Saudita                                                            | Amichevole                                                                | -                                                                         | cap.                                                                      |
| 27-5-2006                                                                 | Évora                                                                     | Portogallo                                                                | 4 – 1                                                                     | Capo Verde                                                                | Amichevole                                                                | -                                                                         | 46’                                                                       |
| 3-6-2006                                                                  | Metz                                                                      | Portogallo                                                                | 3 – 0                                                                     | Lussemburgo                                                               | Amichevole                                                                | -                                                                         | 46’                                                                       |
| 11-6-2006                                                                 | Colonia                                                                   | Angola                                                                    | 0 – 1                                                                     | Portogallo                                                                | Mondiali 2006 - 1º turno                                                  | -                                                                         | 58’                                                                       |
| 17-6-2006                                                                 | Francoforte sul Meno                                                      | Portogallo                                                                | 2 – 0                                                                     | Iran                                                                      | Mondiali 2006 - 1º turno                                                  | -                                                                         | 61’                                                                       |
| 25-6-2006                                                                 | Norimberga                                                                | Portogallo                                                                | 1 – 0                                                                     | Paesi Bassi                                                               | Mondiali 2006 - Ottavi di finale                                          | -                                                                         | 31’, 45+1’                                                                |
| 5-7-2006                                                                  | Monaco di Baviera                                                         | Portogallo                                                                | 0 – 1                                                                     | Francia                                                                   | Mondiali 2006 - Semifinale                                                | -                                                                         | 75’                                                                       |
| 8-7-2006                                                                  | Stoccarda                                                                 | Germania                                                                  | 3 – 1                                                                     | Portogallo                                                                | Mondiali 2006 - Finale 3º posto                                           | -                                                                         | 32’ 46’                                                                   |
| 1-9-2006                                                                  | Copenaghen                                                                | Danimarca                                                                 | 4 – 2                                                                     | Portogallo                                                                | Amichevole                                                                | -                                                                         | cap.                                                                      |
| 6-9-2006                                                                  | Helsinki                                                                  | Finlandia                                                                 | 1 – 1                                                                     | Portogallo                                                                | Qual. Euro 2008                                                           | -                                                                         | cap.                                                                      |
| 7-10-2006                                                                 | Porto                                                                     | Portogallo                                                                | 3 – 0                                                                     | Azerbaigian                                                               | Qual. Euro 2008                                                           | -                                                                         | cap.                                                                      |
| 11-10-2006                                                                | Cracovia                                                                  | Polonia                                                                   | 2 – 1                                                                     | Portogallo                                                                | Qual. Euro 2008                                                           | -                                                                         | cap. 46’                                                                  |
| Totale                                                                    |                                                                           | Presenze                                                                  | 53                                                                        |                                                                           | Reti                                                                      | 2                                                                         |                                                                           |

## Palmarès

### Giocatore

#### Competizioni nazionali
- Campionato francese: 1

Monaco: 1999-2000
- Supercoppa francese: 2

Monaco: 1997, 2000
- Campionato portoghese: 2

Porto: 2002-2003, 2003-2004
- Coppa del Portogallo: 1

Porto: 2002-2003
- Supercoppa di Portogallo: 2

Porto: 2003, 2004

#### Competizioni internazionali
- Coppa UEFA: 1

Porto: 2002-2003
- UEFA Champions League: 1

Porto: 2003-2004
- Coppa Intercontinentale: 1

Porto: 2004

### Allenatore

#### Competizioni nazionali
- Segunda Liga: 1

Nacional: 2017-2018